# Luis Arrosa
Luis Arrosa (13 aprile 1974) è un ex cestista uruguaiano con cittadinanza italiana.

## Carriera
Con l'Uruguay ha disputato i Campionati americani del 2001.